# Pierre Jean Louis Victor Thuillier
Pierre Jean Louis Victor Thuillier, né le 1er juillet 1765 à Blérancourt (Picardie), mort en 1794 en prison quelques semaines après la chute de Robespierre, fut un ami d'enfance et soutien fidèle de Louis Antoine de Saint-Just.
Il fut notamment secrétaire de la mairie de Blérancourt, avant que Saint-Just ne lui fasse accéder à un poste à Paris comme membre de la Commission de l'agriculture.
Les deux hommes correspondirent toute leur vie, sur des sujets intimes comme politiques, et certaines des lettres de Saint-Just sont connues grâce à des copies manuscrites que Thuillier avait réalisé.

## Ouvrages
- Madeleine-Anna Charmelot, Saint-Just ou le chevalier Organ, éd. Sésame, 1957.
- Bernard Vinot, Saint-Just, Fayard, 1985, 394 p..